# Jorge Amado

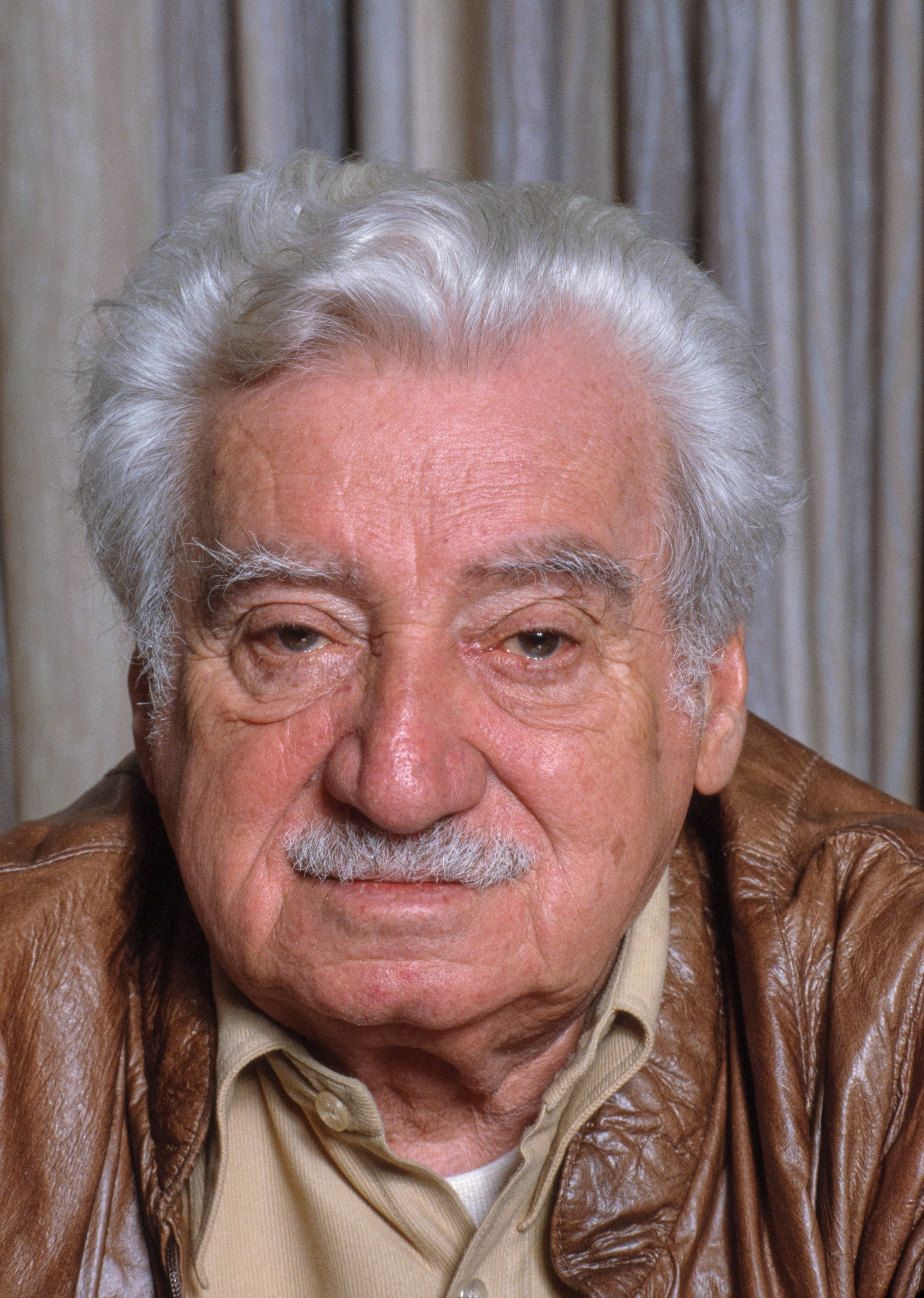
Jorge Amado, 1988

Jorge Leal Amado de Faria, bekannt als Jorge Amado (* 10. August 1912, Itabuna, Bahia, Brasilien; † 6. August 2001 in Salvador da Bahia), gilt als einer der bedeutendsten lateinamerikanischen Schriftsteller des 20. Jahrhunderts.

## Leben
Jorge Amado wurde 1912 als Sohn eines Kakaoplantagenbesitzers im brasilianischen Bundesstaat Bahia geboren und wuchs in der Hafenstadt Ilhéus auf. Bezüglich des Geburtsortes von Jorge Amado herrscht Uneinigkeit. Manche Biografen behaupten, sein Geburtsort sei die Fazenda Auricídia gewesen, welche zum damaligen Zeitpunkt zu Ilhéus gehörte; diese Fazenda habe jedoch später zu Itajuípe gehört. Was jedoch sicher zu sein scheint, ist, dass die Geburt in Ferradas, einem Dorf in der Nähe von Itabuna, registriert wurde.

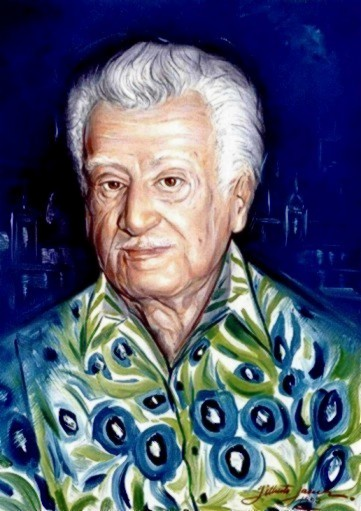
Jorge Amado, 1997

Amado besuchte eine Jesuitenschule und arbeitete mit dreizehn Jahren als Hilfsarbeiter auf Plantagen. Bereits im Alter von zwölf Jahren veröffentlichte er eine Kurzgeschichte und mit fünfzehn Jahren schrieb er schon für eine Zeitung. Als Journalist und Schriftsteller setzte er sich für die Armen und Unterdrückten ein. Amado wurde wegen seiner politischen Überzeugungen inhaftiert und lebte von 1937 bis 1942 in Argentinien und Uruguay im Exil. 1945 wurde er Abgeordneter der Nationalversammlung für die kommunistische Partei (PCB) und arbeitete an der neuen brasilianischen Verfassung mit. Nach 1948 ging er erneut nach Europa ins Exil und hielt sich von 1948 bis 1950 in Paris und von 1951 bis 1952 in Prag auf. In Paris nannte man ihn „den brasilianischen Victor Hugo“, weil er bescheiden inkognito seine Baguettes kaufte, ohne sich zu erkennen zu geben. Amado besuchte 1948 die Sowjetische Besatzungszone und 1974 die DDR und würdigte die Aufbauerfolge dieses Landes. Nach langen Reisen kehrte er nach Brasilien zurück.
1951 wurde Amado mit dem Internationalen Stalin-Friedenspreis ausgezeichnet.
Das bekannteste Werk Amados ist der Roman Gabriela wie Zimt und Nelken. Sein wichtigster Übersetzer war Curt Meyer-Clason. Fast alle Werke Amados spielen im Nordosten Brasiliens, überwiegend in und um Bahia. Seine Werke schildern das Leben und Überleben einfacher Leute, häufig im Milieu der Halbwelt angesiedelt. Trotz der materiellen Probleme seiner Protagonisten strotzen die meisten seiner Bücher vor Vitalität und Lebenslust. Schauplätze und Themen, die den Handlungen einen Rahmen geben, sind häufig Bordelle, der Karneval und der afro-brasilianische Kult.
Viele Werke Amados wurden verfilmt. Die Verfilmung von Dona Flor und ihre zwei Ehemänner war einer der erfolgreichsten brasilianischen Filme überhaupt und Grundlage für ein Musical und eine Fernsehserie. Amado war wiederholt Kandidat für den Literaturnobelpreis. Zu seinen Auszeichnungen gehört die Wahl 1961 zum Mitglied der Academia Brasileira de Letras (ABL), Stuhl Nr. 23. 1969 wurde er mit dem Prêmio Juca Pato ausgezeichnet, 1994 erhielt er den hochdotierten Prémio Camões.
Jorge Amado starb kurz vor Erreichen seines 89. Geburtstages am 6. August 2001 in Salvador an Herzinfarkt. Auf seinen Wunsch hin wurde er eingeäschert und die Asche wurde am Fuße eines Mangobaumes im Garten seines Hauses in der Rua Alagoinhas verstreut. 1986 wurde die Fundação Casa de Jorge Amado gegründet und am 7. März 1987 eingeweiht. Sie befindet sich heute in Pelourinho (Casa), der Oberstadt von Salvador da Bahia.

## Werke
- O País do Carnaval, 1931
- Cacau, 1933 (dt. Kakao. Roman aus dem brasilianischen Urwald)
- Suor, 1934
- Jubiabá, 1935 (dt. Jubiabá) ISBN 3-492-10687-0.
- Mar morto, 1936 (dt. Tote See) ISBN 3-492-10697-8.
- Capitães da areia, 1937 (dt. Herren des Strandes) ISBN 3-499-21207-2.
- A Estrada do Mar, 1938
- ABC de Castro Alves, 1941
- O cavaleiro da esperança, 1942 (dt. Der Ritter der Hoffnung)
- Terras do sem fim, 1943 (dt. Kakao oder Herren des Landes) ISBN 3-442-08624-8.
- São Jorge dos Ilhéu, 1944 (dt. Das Land der Goldenen Früchte) ISBN 3-87294-125-9.
- Bahia de Todos os Santos, 1945
- Seara vermelha, 1946 (dt. Die Auswanderer vom São Francisco) ISBN 3-87294-267-0.
- O Amor do Soldado, 1947
- O mundo da paz, 1951
- Os subterrâneos da liberdade, 1954 (dt. Katakomben der Freiheit)
- Gabriela, Cravo e Canela, 1958 (dt. Gabriela wie Zimt und Nelken) ISBN 3-499-10838-0.
- A morte e a morte de Quincas Berro d’Água, 1961 (dt. Die drei Tode des Jochen Wasserbrüller) ISBN 3-492-11341-9.
- Os velhos marinheiros ou o Capitão de longo curso, romance, 1961 (dt. Die Abenteuer des Kapitäns Don Vasco Moscoso) ISBN 3-492-11187-4.
- Os pastores da noite, 1964 (dt. Hirten der Nacht oder Nächte in Bahia) ISBN 3-492-10411-8.
- O Compadre de Ogum, 1964
- Dona Flor e seus dois maridos, 1966 (dt. Dona Flor und ihre zwei Ehemänner) ISBN 3-492-10666-8.
- Tenda dos milagres, 1969 (dt. Die Geheimnisse des Mulatten Pedro / Werkstatt der Wunder) ISBN 3-492-11504-7, Neuübersetzung 2012 Die Werkstatt der Wunder ISBN 978-3-10-001544-0.
- Teresa Batista cansada de guerra, 1972 (dt. Viva Teresa) ISBN 3-492-12098-9.
- O gato malhado e a andorinha Sinhá, 1976 (dt. Der gestreifte Kater und die Schwalbe Sinha) ISBN 3-545-20251-8.
- Tieta do Agreste, 1977 (dt. Tieta aus Agreste) ISBN 3-499-15102-2.
- Do Recente Milagre dos Pássaros, 1979
- Farda, fardão, camisola de dormir, 1979 (dt. Das Nachthemd und die Akademie) ISBN 3-442-09104-7.
- O menino Grapiúna, 1982 (dt. Kindheit in Grapiúna) ISBN 3-378-00507-6.
- A bola e o goleiro, 1984 (dt. Bola Fura-Redes und der Torhüter) ISBN 3-88977-261-7.
- Tocaia Grande, 1984 (dt. Tocaia Grande: Der große Hinterhalt) ISBN 3-570-03016-4.
- O sumiço da santa, 1988 (dt. Das Verschwinden der heiligen Barbara) ISBN 3-492-11568-3.
- Navegação de Cabotagem, 1992 (dt. Auf großer Fahrt: Notizen für eine Autobiographie, die ich niemals schreiben werde) ISBN 3-320-01945-7.
- A Descoberta da América pelos Turcos, 1994
- O Milagre dos Pássaros, 1997

## Filmografie
Literarische Vorlage
- 1971: Der Herausforderer (The Sandpit Generals DVD-Titel: The Defiant – Der Herausforderer) – nach dem Roman Capitães da areia
- 1975: Die Hirten der Nacht (Otalia de Bahia) – nach dem Roman Os Pastores da Noite
- 1976: Dona Flor und ihre zwei Ehemänner (Dona Flor e seus dois maridos)
- 1977: Basar der Wunder (Tenda dos milagres)
- 1983: Gabriela
- 1989: Capitães da areia (Fernsehserie)
- 1996: Tieta do Brasil
- 2010: Zweimal sterben ist einmal zuviel (Quincas Berro d’Àgua) – nach der Erzählung A morte e a morte de Quincas Berro d’Água

Drehbuch
- 1954/56: Die Windrose (Dokumentarfilm)
- 1986: Jubiabá (nach seinem Roman)

## Literarische Darstellung
Jorge Amado ist eine der beiden Hauptfiguren in Robert Cohens’ Roman Anna Seghers im Garten von Jorge Amado. Faber & Faber, Leipzig 2021, ISBN 978-3867302111.